# Kundts rör

Kundts rör

Kundts rör  eller Rubens rör är en anordning för att studera ljudvågor, uppfunnen vid mitten av 1860-talet av den tyske fysikern August Kundt (1829 — 1894). Anordningen består av ett genomskinligt horisontellt placerat glasrör, ett par meter långt och några centimeter i diameter. Rörets ena ände är tilltäppt, och framför den andra änden placeras en ljudkälla med konstant frekvens, numera en högtalare, men på Kundts tid användes musikinstrument. I röret har små lätta partiklar av något slag spritts ut längs bottnen, till exempel korksmulor eller frön av något slag. Vid de frekvenser då en stående våg bildas kommer partiklarna att samlas i vibrationsnoderna. Därmed kan ljudets våglängd mätas. Mellan två närliggande noder är det en halv våglängd. Med kännedom om ljudhastigheten (ca 343 m/s vid rumstemperatur och normalt lufttryck) och förhållandet att ljudhastigheten är produkten av frekvensen och våglängden, kan frekvensen beräknas utifrån uppmätt våglängd.